# 朝日町図書館
朝日町図書館（あさひまちとしょかん）とは、富山県下新川郡朝日町にある公共図書館。

## 概要
1899年8月、泊町育英同窓会の有志により『泊町育英同窓会文庫』が創設された。1890年5月には、蔵書が東宮殿下御慶事記念に泊町に寄付されたことに伴い、町営の『富山県泊町文庫』となる。1936年11月、泊青年団が泊町文庫をもらい受け、『泊図書館』が創設され、1940年4月の紀元二千六百年記念に泊文庫と併せて『町立泊図書館』となった。1953年12月には富山県立図書館の分館となり、1954年8月の朝日町の新設合併に伴い『朝日町立中央図書館』に改称された。
現在の図書館は2013年度より整備が進められ（着工は2014年1月9日）、2014年11月29日に竣工した現在の図書館は、図書館ゾーン、文化活動ゾーン、コミュニケーションモールの3つに区分されている。
図書館1階
児童閲覧フロア、コミュニケーションモール、会議室
図書館2階
一般フロア（竹久夢二コーナーを併設）、明治記念館（1878年9月28日に北陸・東海巡幸中の明治天皇が宿泊された建物を移築・改修）
この他、41台分の駐車場が完備されている。
2017年7月には、読書通帳サービスが開始された。